# Шлинген
Шлинген (нем. Schliengen) — община в Германии, в земле Баден-Вюртемберг. 
Подчиняется административному округу Фрайбург. Входит в состав района Лёррах.  Население составляет 5322 человека (на 31 декабря 2010 года). Занимает площадь 37,46 км².
Коммуна подразделяется на 5 сельских округов.

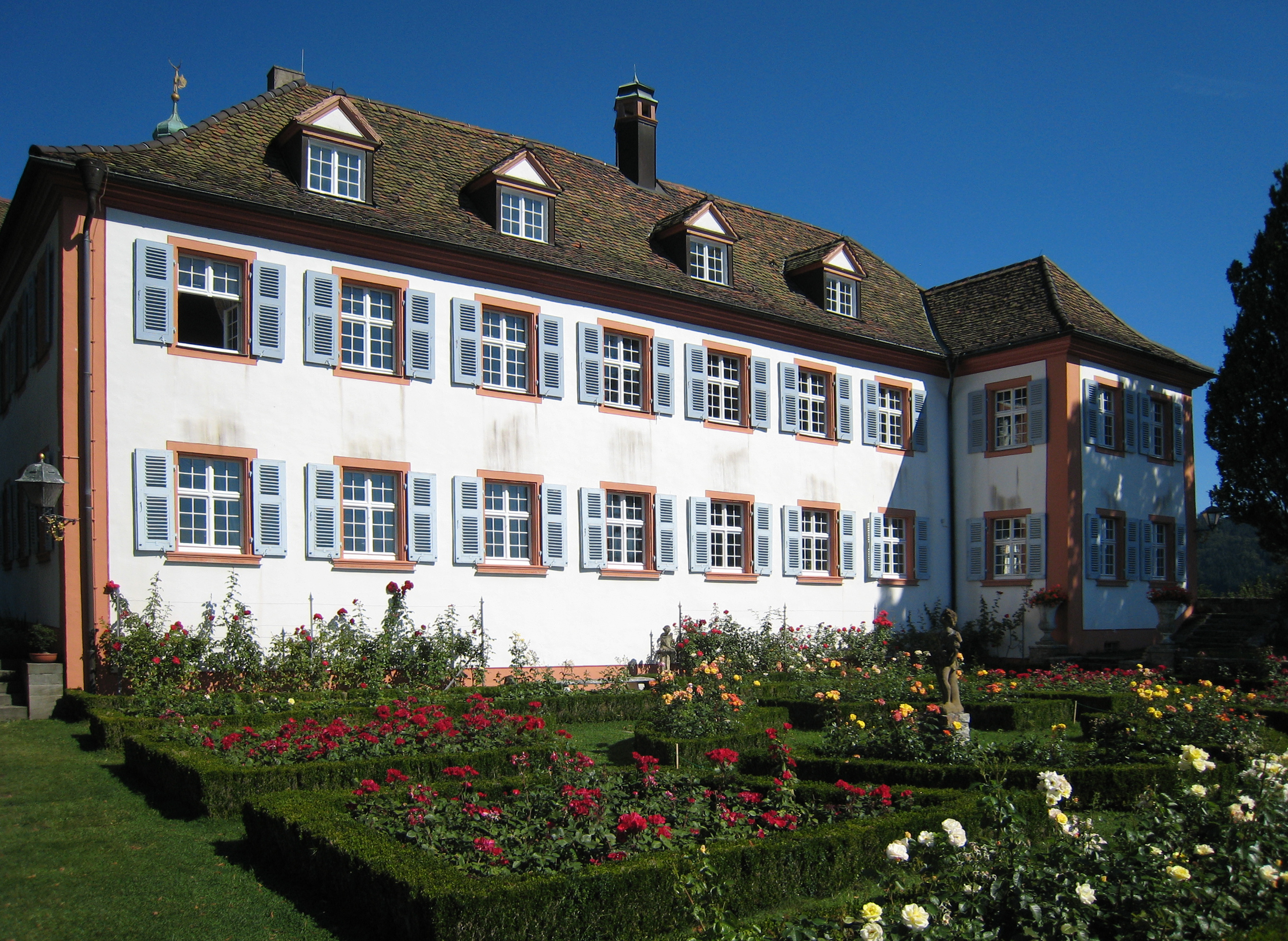
Замок